# Herbert Alois Kraus
Herbert Alois Kraus (Zagreb, 18 november 1911 - Wenen, 3 september 2008) was een Oostenrijks rechts-populistisch politicus (VdU) en journalist.

## Biografie
Kraus werd geboren in Zagreb, maar groeide op in Tirol. Hij bezocht de lagere school in Hall in Tirol en het gymnasium in Brixen. Hij behaalde zijn eindexamen (Matura) aan het jezuïetencollege Stella Matutina in Feldkirch. Van 1930 tot 1934 studeerde economie hij aan de handelshogeschool te Wenen. Na het voltooien van zijn studie was hij werkzaam als privéleraar in Tsjecho-Slowakije en Polen.
In 1936 begon hij een kleine onderneming in chemicaliën en sinds 1938 was hij als economisch journalist werkzaam. In 1939 werd hij redacteur bij de conservatief-nationalistische Neues Wiener Journal en was aansluitend tot 1941 correspondent bij de Südost-Echos. Van 1941 tot 1945 had hij dienst bij de Wehrmacht en was aan het Oostfront gestationeerd. Zijn voornaamste werkzaamheden waren die van samenstellen van berichtgeving omtrent de economische situatie in de door Duitsland bezette gebieden in de Sovjet-Unie en inspecteur voor economische aangelegenheden in Oekraïne. Hij raakt in die laatste functie in opspraak waarna er een onderzoek tegen hem werd ingesteld; in oktober 1944 werd hij vrijgesproken. In het voorjaar van 1945 deserteerde hij en vluchtte naar Tirol waar hij tot het einde van de oorlog in Mondsee verbleef.
Na de oorlog hervatte Kraus zijn journalistieke activiteiten en werkte voor de Salzburger Nachrichten. Hij richtte in 1946 een onderzoeksinstituut voor economie en politiek op en gaf het tijdschrift Berichte und Informationen uit, dat zich in 1947 kritisch opstelde tegen het regeringsbesluit voor de vervolging en uitsluiting van (voormalige) nazi's (Nationalsozialistengesetz).
In 1949 was hij met Viktor Reimann oprichter van het nationaal-liberale Verband der Unabhängigen (VdU). Met 14 anderen werden Kraus en Reimann namens het VdU bij de parlementsverkiezingen van 1949 in de Nationale Raad (lagerhuis) gekozen. In 1955 werd de Freiheitliche Partei Österreichs (FPÖ) opgericht als opvolger van het VdU. Kraus stelde zich kandidaat voor het voorzitterschap van de FPÖ, maar werd op de partijconventie in 1956 verslagen door zijn opponent Anton Reinthaller en kreeg slechts 3 van de 124 stemmen. Kort daarna beëindigde hij zijn politieke carrière en werd ondernemer. In 1978 werd hij wederom politiek actief, nu voor de Liberale Klub, waarvan hij tot 1993 de voorzitter was.
In 1990 verscheen van zijn hand het boek "Großeuropa". Eine Konföderation vom Atlantik bis Wladiwostok ("Groot-Europa. Een Confederatie van de Atlantische Oceaan tot Vladivostok") waarin hij een Groot-Europa bepleitte waartoe volgens hem ook Rusland moet gaan behoren. Dit standpunt herhaalde hij in 2003 nogmaals in zijn boek Europa mit Russland vereint. Eine Vision für das 21. Jahrhundert ("Europa en Rusland verenigd. Een visie voor de 21e eeuw").
Herbert Kraus overleed in 2008 op 96-jarige leeftijd.

## Werken
- Russland 1941. Volk, Kultur und Wirtschaft. Südost-Echo, Wenen 1942
- Österreich zwischen 1945 und 1955. Schriftenreihe des Freiheitlichen Bildungswerks, Wenen 1979
- „Untragbare Objektivität“. Politische Erinnerungen 1917 bis 1987. Amalthea, Wenen, München 1988
- „Großeuropa“. Eine Konföderation vom Atlantik bis Wladiwostok. Langen Müller, München 1990
- Zusammen mit Gergana Schulak: Europa mit Russland vereint. Eine Vision für das 21. Jahrhundert. Molden, Wenen 2003, ISBN 3-85485-091-3